# Alanna Ubach
Alanna Noel Ubach (Downey, 3 de outubro de 1975) é uma atriz e modelo norte-americana.
Participou do programa O Mundo de Beakman como a assistente Rosie, na primeira temporada do programa, produzida entre os anos de 1992 e 1993. Participou posteriormente de filmes como Entrando numa Fria Maior Ainda e Mudança de Hábito 2, protagonizado por Ben Stiller, em papéis secundários.

## Filmografia
| Ano       | Filme/TV                                           | Personagens                              | Outras Notas         |
| --------- | -------------------------------------------------- | ---------------------------------------- | -------------------- |
| 1990      | Bubbe's Boarding House                             | Zachary (voz)                            | Serie de Televisão   |
| 1990      | The Blue Men                                       | Edith                                    | Filme                |
| 1992      | Beakman's World                                    | Rosie                                    | Serie de Televisão   |
| 1993      | Moment of Truth: Why My Daughter?                  | April                                    | Serie de Televisão   |
| 1993      | Airborne                                           | Gloria                                   | Filme                |
| 1993      | Sister Act 2: Back in the Habit                    | Maria                                    | Filme                |
| 1994      | Hits!                                              | Angie                                    | Filme                |
| 1994      | Renaissance Man                                    | Emily Rago                               | Filme                |
| 1994      | Boys Will Be Boys                                  | Cindy                                    | Serie de Televisão   |
| 1994      | The Adventures of Timmy the Tooth                  | Sidney Cyclops (voz)                     | Serie de Televisão   |
| 1994      | The Puzzle Place                                   | Leon MacNeal (voz)                       | Serie de Televisão   |
| 1995      | The Brady Bunch Movie                              | Noreen                                   | Filme                |
| 1995      | Denise Calls Up                                    | Denise Devaro                            | Filme                |
| 1996      | Layin' Low                                         | Manuela                                  | Film                 |
| 1996      | Freeway                                            | Mesquita                                 | Filme                |
| 1996      | Seduced by Madness: The Diane Borchardt Story      | Shannon Johnson                          | Serie de Televisão   |
| 1996      | Love Is All There Is                               | Niccolina                                | Filme                |
| 1996      | Just Your Luck                                     | Angela                                   | Serie de Televisão   |
| 1996      | Johns                                              | Nikki                                    | Filmee               |
| 1996      | The Wubbulous World of Dr. Seuss                   | Julian Jeremy Jaroo Jalloo (voz)         | Serie de Televisão   |
| 1997      | Pink as the Day She Was Born                       | Cherry                                   | Filme                |
| 1997      | Clockwatchers                                      | Jane                                     | Filme                |
| 1997      | Dead End: Do Me a Favor                            | Christy                                  | Filme                |
| 1997      | Johnny Bravo                                       | Lonnie Dash (voz)                        | Serie de Televisão   |
| 1997      | King Of The Hill                                   | Donnie Vatriguez (voz)                   | Serie de Televisão   |
| 1998      | Enough Already                                     | Val                                      | Filme                |
| 1998      | All of It                                          | Amy Holbeck                              | Filme                |
| 1999      | Les Joies du mariage                               | Connie                                   | Serie de Televisão   |
| 1999      | SpongeBob SquarePants                              | Sidney Poseidon (voz)                    | Television series    |
| 1999      | Little Bill                                        | Juan Hidalgo (voz)                       | Serie de Televisão   |
| 1999      | The Sterling Chase                                 | Jenna Marino                             | Filme                |
| 2000      | Slice & Dice                                       | Ginger                                   | Filme                |
| 2000      | Blue Moon                                          | Peggy                                    | Filme                |
| 2000      | Clifford the Big Red Dog                           | Charley (voz)                            | Serie de Televisão   |
| 2000      | Shriek If You Know What I Did Last Friday The 13th | Girl Student in Labor                    | Filme                |
| 2001      | Tikiville                                          | Herself                                  | Serie de Televisão   |
| 2001      | Gary & Mike                                        |                                          | Serie de Televisão   |
| 2001      | Osmosis Jones                                      | Thrax, Jr. (voz)                         | Filmr                |
| 2001      | What They Wanted, What They Got                    | Berkely                                  | Filme                |
| 2001      | Legally Blonde                                     | Serena McGuire                           | Filme                |
| 2002      | Teamo Supremo                                      | Brenda/Rope Girl, Hector/Skate Lad (voz) | Serie de Televisão   |
| 2002      | The Perfect You                                    | Wendy                                    | Filme                |
| 2002      | Ozzy & Drix                                        | Mayor Paul Spryman (voz)                 | Serie de Televisão   |
| 2003      | Wasabi Tuna                                        | Emme                                     | Filme                |
| 2003      | Nobody Knows Anything                              | Sarah                                    | Serie de Televisão   |
| 2003      | Los Lunnis                                         | Lublu (voz)                              | Dublagem em Inglês   |
| 2004      | 30 Days Until I'm Famous                           | Daisy Fresh                              | Serie de Televisão   |
| 2004      | Karroll's Christmas                                | Jodie                                    | Serie de Televisão   |
| 2004      | Fatherhood                                         | Michael Blackson (voz)                   | Serie de Televisão   |
| 2004      | Meet the Fockers                                   | Isabel Villalobos                        | Filme                |
| 2004      | Higglytown Heroes                                  | Plunkie (voz)                            | Serie de Televisão   |
| 2004      | Brandy & Mr. Whiskers                              | Lola Boa (voz)                           | Serie de Televisão   |
| 2005      | Uncommon Sense                                     | Brenda                                   | Serie de Televisão   |
| 2005      | House MD                                           | Dr. Louise Harper                        | Serie de Televisão   |
| 2005      | Waiting...                                         | Naomi                                    | Filme                |
| 2005      | Little Einsteins                                   | Quincy (voz)                             | Television series    |
| 2005      | La Coccinelle Revient                              | Reporter                                 | Filme                |
| 2005      | Herbie Fully Loaded                                |                                          | Dublagem em espanhol |
| 2006      | Open Window                                        | Kim                                      | Filme                |
| 2006      | Hard Scrambled                                     | Crysta                                   | Filme                |
| 2006      | Ruby Gloom                                         | Len (voz)                                | Serie de Televisão   |
| 2007      | Playing Chicken                                    | Herself                                  | Serie de Televisão   |
| 2007      | Jekyll                                             | Michelle Utterson                        | Filme                |
| 2007      | The Pre Nup                                        | Cindy                                    | Serie de Televisão   |
| 2007      | Equal Opportunity                                  | Peggy M. Smith                           | Serie de Televisão   |
| 2007      | El Tigre: The Adventures of Manny Rivera           | Manny Rivera/El Tigre (voz)              | Television series    |
| 2007      | Shrinks                                            | Dr. Jameson                              | Serie de Televisão   |
| 2007      | Friday Night Lights                                | Roberta "Bobbie" Roberts                 | Serie de Televisão   |
| 2008      | Eli Stone                                          | Cathy Borilla                            | Serie de Televisão   |
| 2008      | Batman: Gotham Knight                              | Dander (voz)                             | Filme                |
| 2008      | The Spectacular Spider-Man                         | Liz Allan (voz)                          | Série de televisão   |
| 2008      | Sid the Science Kid                                | Sid (voice)                              | Serie de Televisão   |
| 2008      | Stuntmen                                           | Tovah Frieberg                           | Filme                |
| 2008      | Random! Cartoons                                   | Mrs. Abbott, Samantha (voz)              | Serie de Televisão   |
| 2009      | Pilar the Black Bandita                            | Tito Fernandez (voz)                     | Television series    |
| 2009      | Still Waiting...                                   | Naomi                                    | Filme                |
| 2009      | Hung                                               | Yael Kuntz                               | Serie de Televisão   |
| 2009      | Men Of A Certain Age                               | Michelle                                 | Serie de Televisão   |
| 2011      | Rango                                              | Fresca (voz)                             | Filme                |
| 2012      | A Haunted House                                    | Jenny                                    | Filme                |
| 2012–2015 | See Dad Run                                        | Amy Hobbs                                | Série de televisão   |
| 2017      | Coco                                               | Mamá Imelda (Voz)                        | Filme                |